# Аккуанегра-Кремонезе
Аккуанегра-Кремонезе (итал. Acquanegra Cremonese) — коммуна в Италии, располагается в регионе Ломбардия, в провинции Кремона.
Население составляет 1253 человека (2008 г.), плотность населения составляет 136 чел./км². Занимает площадь 9 км². Почтовый индекс — 26020. Телефонный код — 0372.
Покровителями коммуны почитаются святые целители безмездные Косма и Дамиан, празднование 26 сентября.

## Демография
Динамика населения:

## Администрация коммуны
- Официальный сайт: http://www.comune.acquanegra.cr.it/